# Ulrik Johansen
Ulrik Johansen (født 12. marts 1980) er en dansk tidligere fodboldspiller.

## Karriere
Han forlængede i juni 2002 sin kontrakt med Odense Boldklub frem til den 30. juni 2003.
Han skiftede i juni 2004 fra Boldklubben 1909 til Vejle Boldklub, som han skrev en toårig kontrakt med. Kontrakten blev i august 2006 forlænget frem til 30. juni 2008.
Den 19. november 2008 blev det offentliggjort, at Ulrik Johansen valgte at stoppe i FC Fredericia ved årsskiftet og stoppe på eliteplan for i stedet at hellige sig til sit civile erhverv.
Han valgte herefter i januar 2009 at spille for Sanderum Boldklub i Albaniserien.